# Pelargonium laciniatum
Pelargonium laciniatum är en näveväxtart som beskrevs av Knuth.. Pelargonium laciniatum ingår i släktet pelargoner, och familjen näveväxter. Inga underarter finns listade i Catalogue of Life.